# 北京直通线
北京直通线（工程名北京枢纽北京站至北京西站地下直径线，简称北京地下直径线）是中华人民共和国首都北京市的一条铁路地下联络线，两端分别连接北京站和北京西站，是北京铁路枢纽的重要组成部分。地下直径线全长9.156公里，含北京站及北京西站相关地上工程长度（而隧道部分佔7.285公里）。该线路于2015年3月20日正式开通。

## 历史

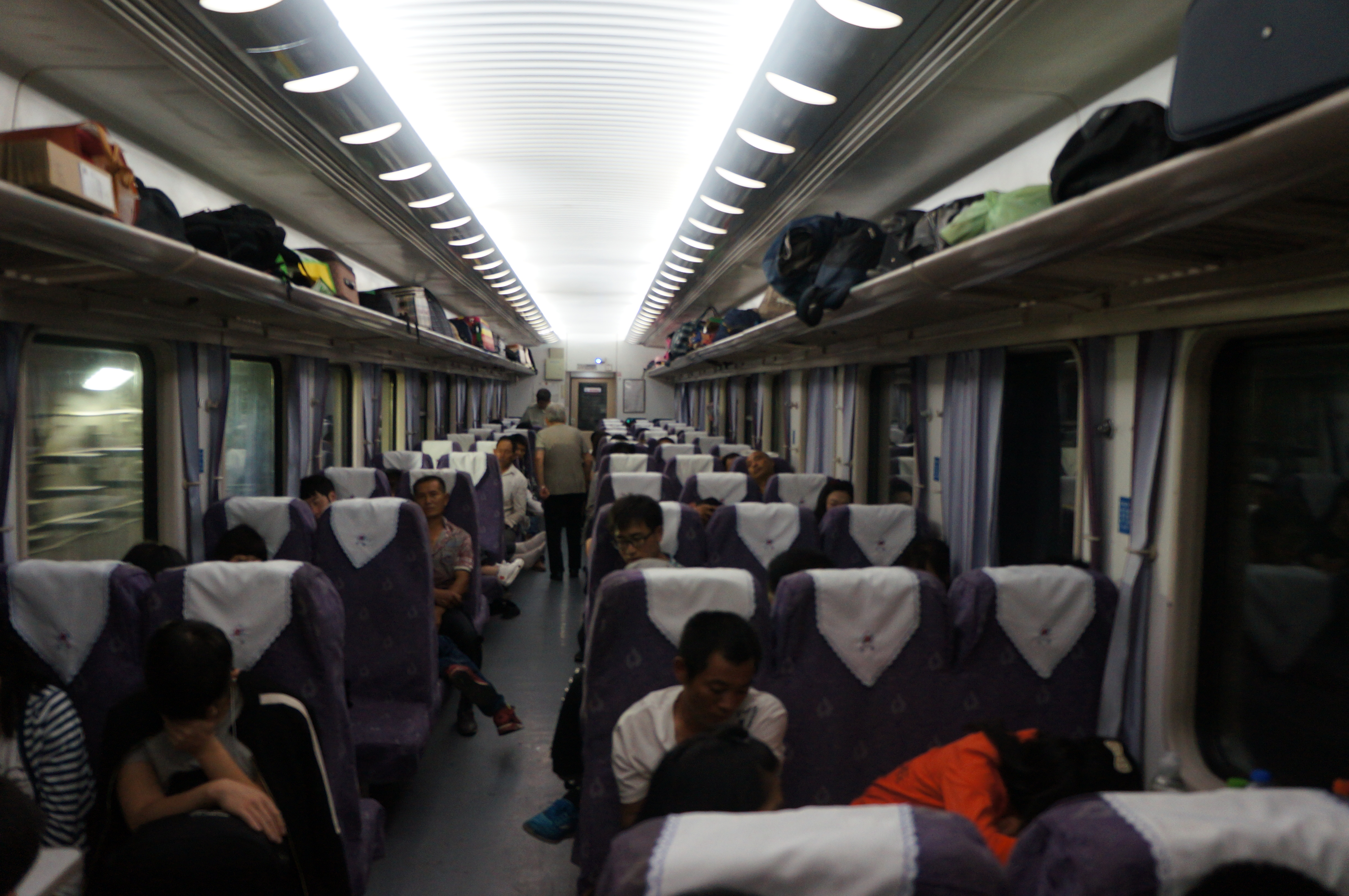
K7752次列车行驶在直径线内

北京铁路枢纽地下直径线隧道早在1980年代已经开始进行规划，当时是北京西站总体规划的重要组成部分，属于北京西客站二期工程，原预计于八五计划期间建成。但由于技术困难等因素，此项目一直议而不决。
工程于2005年12月24日开工，总工期当时计划2.5年，在2008年北京奥运会开幕前投入使用。2007年并未按照原有计划开展盾构施工，直接影响到工程全线进度，并使该工程无法在北京奥运会前竣工投入使用。之后数次推迟开通时间。
2013年7月，该工程顺利贯通。2014年12月19日完成静态验收。2014年12月30日，进入空载试运行阶段。2015年3月20日，北京地下直径线正式开通，首发列车为石家庄至承德的K7742/7743、K7744/7741次列车，同时停靠北京站和北京西站，区间运行15分钟，但列车运行时常有粉尘进入车厢。当晚乘坐直径线首发列车的乘客以铁路迷居多。
2016年5月15日起，隔日交替开行，沈阳北至北京西的Z621/622次列车，以及长春站至北京西的Z721/722次列车在经由京哈铁路抵达北京站进行技术停车后，直接经由直径线前往北京西站，不再绕行京沪铁路和西黄联络线。同时原K7742/3、K7744/1次改为K7752/3、K7754/1次。
2017年12月31日，北京市郊铁路城市副中心线列车开通运营，部分副中心线市郊列车经由本线、京哈线往来于北京西站、通州站间。
2022年10月11日，经由本线的承德南⇌邯郸东G7812/3、G7814/1次（2023年3月10日延长至平泉北）及承德南⇌石家庄G7816/7、G7818/5次列车开通，标志着京哈高铁与京广高铁之间首次开行经由北京枢纽的跨线列车。
2023年7月1日，长春进京的Z61/62次列车经由本线延长至北京西站，哈尔滨西往返成都西的K548/545、K546/547次列车亦改经本线。同年10月11日，赣州进京的G485/484、G486/483次列车调整至北京站始发终到，北京站首次始发地下直径线方向的跨局直通动车组列车。
2024年1月10日，北京地下直径线再次增开多班跨局高速动车组列车，包括北京-武汉G65/G526次、北京-南宁东G421/422次、北京西-哈尔滨西G935次、丹东-北京西G3694次。同年6月15日，G421/422次缩回北京西站始发终到，原北京西-广州南G77/78次经由本线延长至北京站始发终到。

## 建设情况
- 建设单位：北京铁路局
- 设计单位：铁道第三勘察设计院
- 施工单位：中铁六局集团有限公司、中铁十六局集团有限公司、中铁隧道局集团一公司
- 监理单位：铁道科学研究院工程建设监理部、华铁工程咨询公司、北京铁建工程建立有限公司

## 主要技术标准
- 铁路等级：I级
- 正线数目：双线

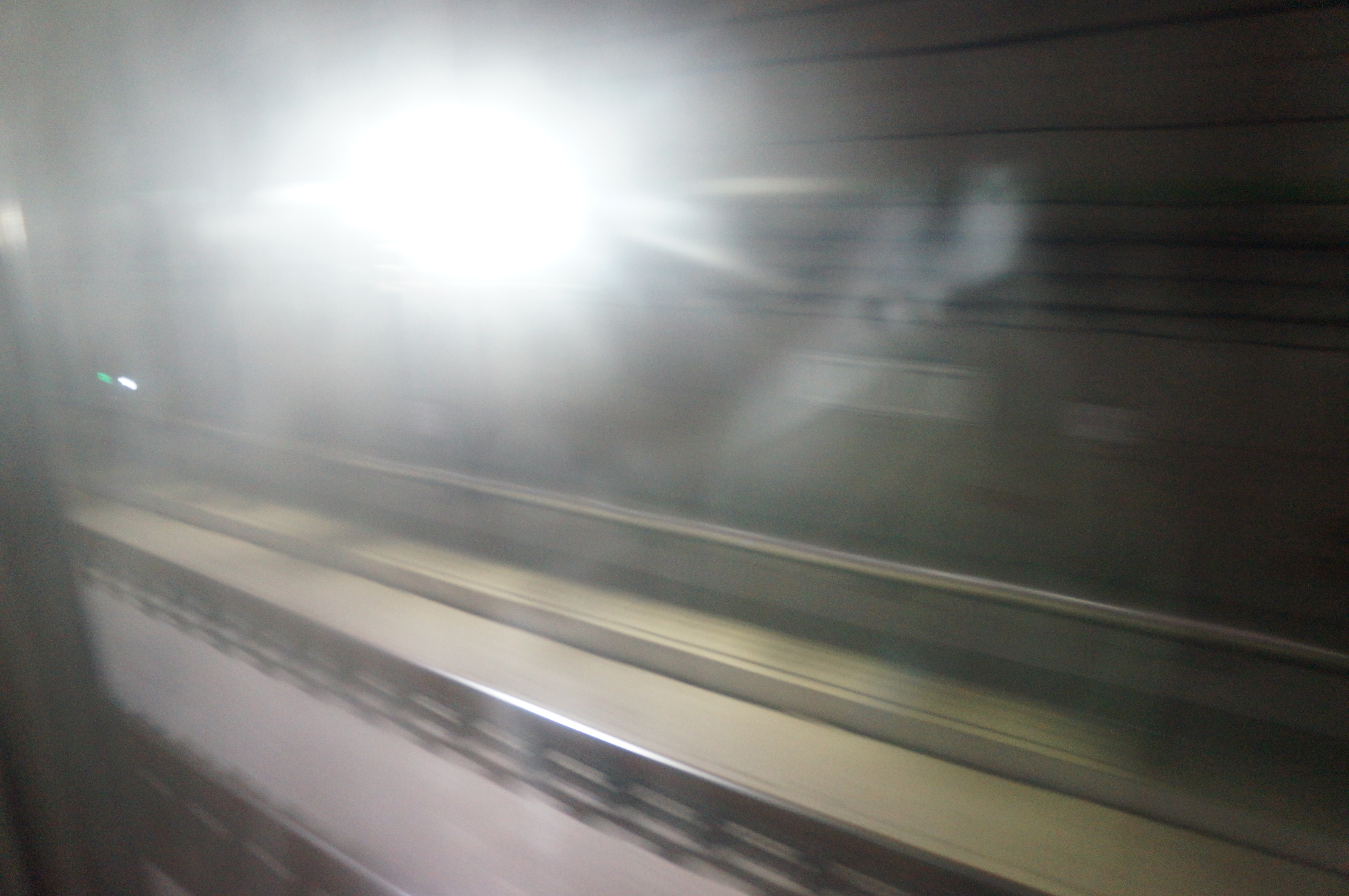
隧道内的线路为无砟轨道

- 最小曲线半径：一般地段800米，困难地段550米
- 限制坡度：16‰[14]
- 到发线有效长度：650米
- 牵引种类：电力牵引
- 机车类型：客车和谐3D型电力机车、韶山9G型电力机车、和谐号CRH6A型电力动车组、复兴号CR400AF型电力动车组、复兴号CR400BF型电力动车组
- 闭塞类型：自动闭塞